# Jean-Jacques Dufayet
Jean-Jacques Dufayet est un journaliste français, né le 13 décembre 1949.

## Biographie
« Spécialiste de rien », comme il aime à se définir lui-même, Jean-Jacques Dufayet est un journaliste touche-à-tout dont le parcours donne le tournis.
Après un bac surprise en 1967 et une inscription peu convaincue (ni convaincante) à Paris X / Nanterre en… 1968, il délaisse rapidement les amphis lacrymogénisés pour intégrer RTL comme stagiaire. Dans la salle où crépitent les téléscripteurs, il a pour tâche exaltante de trier les dépêches, puis de les répartir sur les bureaux adéquats ; politique intérieure, affaires internationales, brouillard sur l'autoroute… Ce bizutage classique une fois terminé (trois mois, quand même), il fait ses deux premiers micro-trottoirs : la mort de Nasser, à la sortie des usines Renault de Billancourt  -seul endroit où à l'époque on trouve des émigrés en nombre suffisant pour tendre un micro ; puis la mort de Bourvil  -pour laquelle les alentours de la rue Bayard suffisent.
Fort de ces succès, on lui octroie un petit bureau et un premier salaire de reporter polyvalent. À part un raid de Noël au Cercle Polaire qu'il suivra frigorifié dans le side-car d'une moto soviétique Oural, il a du mal à se passionner pour l'info du quotidien, et oublie régulièrement de se réveiller pour prendre son quart de 4 heures du matin. IP (la régie publicitaire de RTL) viendra à son secours, en lui confiant l'animation d'une exaltante émission de RTL / Télévision (ancêtre de M6) tournée au Grand Duché du Luxembourg, et orientée autour de la cuisinière électrique, dont ce début des années 70 fait la promotion…
De fait, Jean-Jacques Dufayet s'intéresse surtout à la musique. Et, s'il a du mal à se réveiller le matin, c'est qu'il passe beaucoup de ses nuits dans les boites, cabarets, et lieux où l'on se déhanche sur les rythmes pop, rock, funky, antillais et africains. Un soir, sans doute après quelques verres de trop, il sympathise avec un certain Jerry Malekani, guitariste et Zaïrois de son état, qui au bout de la nuit lui propose de le suivre dans une tournée qu'il démarre avec un certain Manu Dibango, saxophoniste camerounais. Dès le lendemain, JJD démissionne de RTL et prépare son sac-à-dos.
Grâce à Manu, dont il va devenir un proche, JJD s'initie rapidement à toutes les formes de musique africaine. Et, cerise sur le gâteau, 1973 voit un morceau du Camerounais, "Soul Makossa", s'installer dans les charts des USA, puis du monde entier.
Après le succès planétaire de Soul Makossa, Manu Dibango crée le mensuel Afro-Music dont il confie la rédaction en chef à Jean-Jacques Dufayet.
Émoustillés par la carrière désormais internationale du musicien camerounais, les médias hexagonaux veulent soudain tous parler de musique africaine. Il n'y a alors qu'une poignée de journalistes français à connaître le sujet ; et c'est ainsi que, sous divers pseudonymes, Jean-Jacques Dufayet épluche le m'balax, l'ashiko, le soukouss, ou le ziglibiti, pour bon nombre de parutions : Jazz Hot, Le Monde de la musique, Rock'n Folk…
Au tout début des années 1980, Jean-Jacques Dufayet entre à RFI comme producteur d'émissions musicales. En 1983, sous la direction d'Hervé Bourges, il est nommé adjoint au Directeur des Programmes. Il créera bon nombre des nouvelles émissions de la chaîne internationale, comme Plein Cap, Planète, Espace Océan, le Hit Parade International. Il recrute de nouveaux journalistes et animateurs, dont certains deviendront de grandes voix de RFI, avant de voguer vers d'autres horizons : Yves Calvi, Sylvie Coma, Nikos Aliagas… 
En 1988, la première station FM de Tokyo, J-Wave (Japan FM) lui confie une émission quotidienne, Pazz & Jops from Europe qu'il produira avec Reiko Kidachi et Jon Kabira, et animera pendant cinq ans. S'ensuivra pour Jean-Jacques Dufayet une décennie toute asiatique : la Chine, l'Indonésie, le Cambodge, la Malaisie, et Singapour succédant au Japon.
De retour à Paris au début des années 2000, Jean-Jacques Dufayet crée le secteur des Produits Dérivés de RFI, essentiellement composé de coéditions. Il monte des partenariats avec Hachette, Flammarion, Plon, Belin, autour d'ouvrages généralement écrits par des journalistes de Radio France Internationale.
En 2010, il quitte la station, et publie avec Pierre René-Worms aux éditions Naïve Eau douce, douce France, récit d'un périple sur les canaux de l'hexagone. Le livre existe en anglais, titré With The Flow, et distribué au Royaume-Uni, aux États-Unis, au Canada, en Australie, en Nouvelle-Zélande, et en Afrique du Sud.
Depuis, JJD sillonne d'une étrave paresseuse les mers et rivières du monde.